# Periyapatti
Periyapatti è una suddivisione dell'India, classificata come census town, di 10.333 abitanti, situata nel distretto di Namakkal, nello stato federato del Tamil Nadu. In base al numero di abitanti la città rientra nella classe IV (da 10.000 a 19.999 persone).

## Geografia fisica
La città è situata a 10° 45' 0 N e 77° 16' 0 E e ha un'altitudine di 308 m s.l.m..

## Società

### Evoluzione demografica
Al censimento del 2001 la popolazione di Periyapatti assommava a 10.333 persone, delle quali 5.238 maschi e 5.095 femmine. I bambini di età inferiore o uguale ai sei anni assommavano a 1.229, dei quali 604 maschi e 625 femmine. Infine, coloro che erano in grado di saper almeno leggere e scrivere erano 7.151, dei quali 4.007 maschi e 3.144 femmine.